# Badewanne zum Glück
Badewanne zum Glück (internationaler Titel: Bathtub to Happiness) ist ein deutscher Kurzfilm des Ehepaars Nadine und Norbert Keil aus dem Jahr 2009. Der Film ist in Deutsch mit englischen Untertiteln. Mit der 26-minütigen 35-mm-Fantasy-Komödie wurde das Paar weltweit zu über 40 Festivals eingeladen.

## Handlung
Im Mittelpunkt der Handlung steht ein romantisches Date der Marie Patacheky mit ihrem Liebhaber. Marie plant hierfür, diesen nackt in der Badewanne in romantisch mit Kerzen dekorierter Umgebung zu überraschen. Trotz ihrer sorgfältigen und detaillierten Planung und Vorbereitung des Abends kommt es zu vollkommen unvorhersehbaren Ereignissen. So erscheint nicht ihr Liebhaber nackt im Badezimmer und landet bei ihr in der Wanne, sondern ein gewisser Victor von Draaken, der Marie bis dahin vollkommen unbekannt war. Victor – immer pleite und das schwarze Schaf seiner adligen Familie – ist wiederum der Liebhaber der Frau von Maries Liebhaber. Die Handlung entwickelt sich chaotisch. Während die beiden grundverschiedenen Personen in der Wanne sitzen, häufen sich magische Ereignisse: Die sogenannte „Badewanne zum Glück“, die den beiden die Höhen und Tiefen der Liebe zeigt, gibt Geräusche von sich und beginnt zu leuchten, Kerzen werden ausgeblasen …. Bei ihrer turbulenten Reise durch Zeit und Raum zu den finstersten und peinlichsten Momenten ihrer Vergangenheit entblößen sich Marie und Victor zunehmend auch geistig voreinander und finden so die große Liebe.
Der Film erschien auch auf DVD.

## Auszeichnungen
- „Best Fantasy Short“, DragonCon Independent Short Film Festival 2009, Atlanta[5]
- „Best Short Film – 35 mm“, Long Island International Film Expo 2009, Long Island[6]
- „Runner Up – Best Short Film“, Hardacre Film & Cinema Festival 2009, Tipton[7]
- „Best Foreign Short“, Cinema City International Film Festival 2009, Los Angeles[8]
- „Best Foreign Short“, Annual Washougal International Film Festival 2009, Washougal[9]
- „Runner Up – Audience Award“, Nevada City Film Festival 2009, Nevada City[8]
- „Runner Up – Best Narrative Short“, Annual Macon Film Festival 2009, Macon[8]
- Offizielle Auswahl, Cucalorus Film Festival 2009, Wilmington
- „Indie Soul Best Cinematography Award“, Boston International Film Festival 2010, Boston[10]